# Michal Kraus
Michal (Michael) Kraus (Náchod, 28 luglio 1930 – Needham, 7 dicembre 2018) è stato uno scrittore ceco naturalizzato statunitense, ebreo, giovane collaboratore del settimanale Kamarad nel campo di concentramento di Theresienstadt (Terezín) dove visse prigioniero durante la seconda guerra mondiale, prima di essere deportato ad Auschwitz e quindi a Mauthausen. Sopravvissuto all'Olocausto, scrive nel 1945-47 un diario dettagliato in tre volumi sulle sue esperienze.

## Biografia
Michal Kraus nasce nel 1930 a Náchod, cittadina della Boemia. È figlio unico in una famiglia ebraica benestante; suo padre esercitava la professione di medico. In casa si parla sia il ceco sia il tedesco. Con l'occupazione della Cecoslovacchia ad opera del Terzo Reich nel 1939, Michal si trova a vivere l'esperienza dei bambini dell'Olocausto, costretti a condizioni di vita sempre più precarie. Il 14 dicembre 1942 viene deportato con i genitori al Campo di concentramento di Theresienstadt (Terezín).
Le condizioni di vita nella città-ghetto erano molto difficili per il sovraffollamento, le malattie, la scarsezza di cibo, e soprattutto l'incubo costante delle deportazioni "a est", da cui non vi era ritorno. Le autorità di autogoverno ebraico e un gruppo di valenti educatori prigionieri nel campo cercarono di fare il possibile per i tantissimi bambini presenti. Ai bambini di Terezín era impedito di andare a scuola ma per loro si organizzarono corsi di cultura, letteratura e musica.
A Terezín Kraus collabora con il settimanale Kamarad fondato e diretto dal coetaneo Ivan Polak con un gruppo di amici che vivevano al ghetto nello stesso edificio (Q609). Tra il 29 ottobre 1943 e il 22 settembre 1944 ne saranno diffusi 22 numeri. Kraus si segnala come uno dei collaboratori più attivi, pubblicando poesie e un romanzo a puntate di avventura (Il tesoro di Ralph Langdon), ambientato nei grandi spazi liberi della foresta canadese. Il 12-15 dicembre 1943 Kraus e la sua famiglia sono deportati al campo per le famiglie di Terezín a Auschwitz-Birkenau. Kraus lascia agli amici di Terezin il testo completo del suo romanzo che continuerà ad essere pubblicato a puntate nei numeri seguenti del settimanale. 
Per circa sei mesi Kraus visse con la famiglia a Birkenau. Le condizioni di vita era terribili, per la fame e le malattie, ma per ragioni propagandistiche i nazisti mantennero in vita per un certo tempo le famiglie provenienti da Terezin e per i bambini fu addirittura costruita una baracca speciale dove essi potessero trascorrere la giornata con alcuni educatori. Non appena però la Croce Rossa effettuò la prevista ispezione al campo di concentramento di Theresienstadt il 23 giugno 1944, cominciarono le selezioni e la liquidazione del campo per le famiglie di Terezín a Auschwitz-Birkenau. La madre di Michal fu inviata al lavoro coatto al campo di concentramento di Stutthof, vicino a Danzica (dove morirà nel gennaio 1945). Il 6 luglio 1944 Michal entrò a far parte di quel gruppo di 89 adolescenti che, per ragioni non del tutto chiare, furono personalmente selezionati da Josef Mengele e trasferiti in altra zona del campo. Le persone rimaste nell'ex-campo per famiglie (incluso il padre di Michal) furono tutte uccise tra il 10 e il 12 luglio 1944.
Michal fu scelto come portaordini delle SS e alloggiato nell'edificio dell'amministrazione centrale del campo, potendo così usufruire di condizioni di vita relativamente buone. Nel gennaio 1945 egli viene inserito nelle marce della morte e condotto a Gleiwitz e di là a Mauthausen. Il 5 maggio 1945 è liberato nel sottocampo di Gunskirchen in Austria.
Rimasto orfano, dopo un periodo trascorso in ospedale Michal Kraus torna alla sua nativa Náchod, dove ricostruisce le tappe della sua esperienza a Terezin, Auschwitz e Mauthausen in un diario illustrato, che completa in forma manoscritta nel 1947. Nell'estate del 1948 emigra in Canada e quindi nel 1951 studia architettura a New York alla Columbia University, stabilendosi definitivamente negli Stati Uniti.

## Gli scritti
I 22 numeri del settimanale Kamarad, e con esse gli scritti di Michal Kraus, si sono miracolosamente preservati. Custoditi in Israele sono oggi oggetto di studio tra gli specialisti dell'Olocausto.
Il Diario di Michal Kraus, redatto nel 1945-47 in forma manoscritta con un ricco apparato di illustrazioni, è stato pubblicato in ceco nel 2012 (Deník 1942-45) e in traduzione inglese nel 2016 (Drawing the Holocaust: A Teenager's Memory of Terezin, Birkenau, and Mauthausen). Si tratta in assoluto di uno dei primissimi Libri di memorie sull'Olocausto, per giunta scritto da uno dei bambini dell'Olocausto, le cui voci in quegli anni possono essere udite solo attraverso le deposizioni nei processi di testimoni come Luigi Ferri e Szymon Srebrnik, i disegni di Thomas Geve o alcune registrazioni di sopravvissuti raccolte nel 1946 dallo psicologo americano David P. Boder..

## Edizioni a stampa
- Michal Kraus, Deník 1942-5  (Kromeríz : Kvartus Media, 2012)
  - Ed. inglese: Drawing the Holocaust: A Teenager's Memory of Terezin, Birkenau, and Mauthausen, (tr.  Paul Wilson), Cincinnati, OH: Hebrew Union College Press; and Pittsburgh, PA: University of Pittsburgh Press, 2016).